# Jean-Daniel Cadinot
Jean-Daniel Cadinot (* 10. Februar 1944 in Paris; † 23. April 2008) war ein französischer Fotograf und Regisseur und Produzent schwuler pornografischer Filme. Sein gleichnamiges Studio war eines der ersten seiner Art in Frankreich und ist bis heute eines der bekanntesten. 

## Biografie

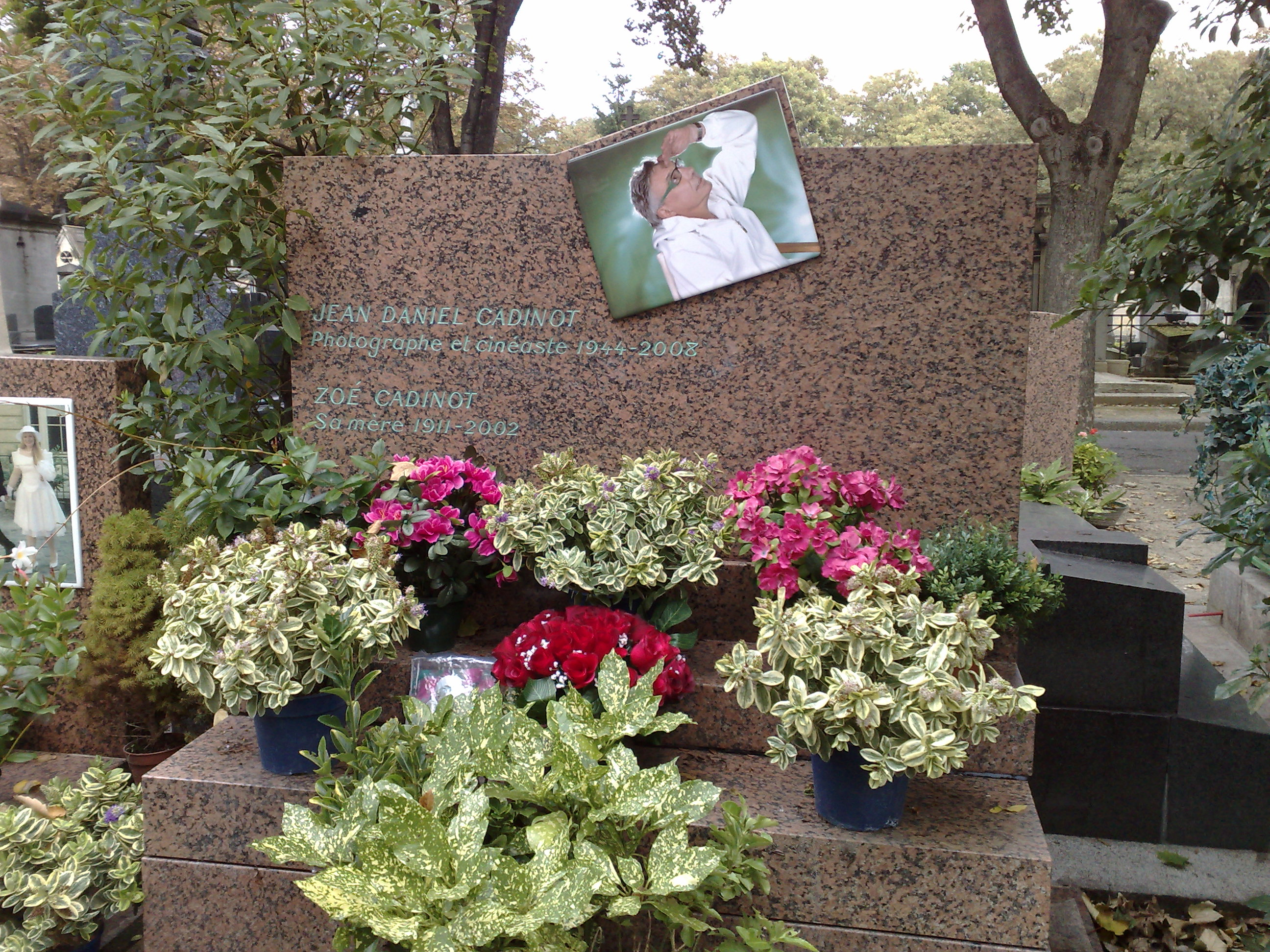
Cadinots Grab auf dem Friedhof Cimetière de Montmartre in Paris

Jean-Daniel Cadinot arbeitete zunächst als Fotograf. In seinen ersten Aktfotos porträtierte er u. a. den Schriftsteller Yves Navarre und den Sänger Patrick Juvet. 1978 begann er Filme zu drehen.
In seiner Produktionsfirma French Art produzierte er 16-mm-Filme pornografischen Inhalts. Einerseits ging es darin um die Zurschaustellung männlicher homosexueller Geschlechtsakte, doch wurde von Anfang an meist auch Wert auf Situation und Kostüm gelegt. Manche Filme wiesen eine geschlossene Handlung auf. Zahlreiche schwule Phantasien wurden umgesetzt: Sex im Klosterinternat, der Besserungsanstalt oder auf einer Pfadfindertour, Cruising in Paris, Liebesspiele im venezianischen Karneval etc.; auch wurden öfter Vergewaltigungsphantasien dargestellt. Die meisten Darsteller waren jung (etwa 18 bis 25 Jahre alt) und keine muskulösen Models des amerikanischen Porno-Genres, sondern attraktive, meist schmale, dunkelhaarige Jünglinge. Neben der Abbildung einer mitunter auffallend spontanen Sexualität zeichnete sich Cadinots Filmstil auch durch Humor und Ironie aus, was sich insbesondere in der verwendeten Musik zeigte, die die gefilmte Handlung bisweilen ironisch kommentierte.
Cadinots bekanntester Film ist Harem (1984), der auf einem maghrebinischen Basar spielt und in dem der Hauptdarsteller mit zahlreichen Arabisch sprechenden Händlern unterschiedliche sexuelle Praktiken vollzieht – ein vermeintlicher Realismus, der besonders in den USA Aufsehen erregte. Zu den meist unbekannten, neu gecasteten Darstellern kamen gelegentlich Gaststars wie Daniel Brown und Jens Hammer.
Mit der Umstellung auf Videotechnik in den 1990er Jahren wurden Cadinots Filme konventioneller. Seit etwa 2000 versuchte er, mit Remakes von Themen seiner frühen Filme den typischen Cadinot-Stil wiederzubeleben, der neben erotischen mitunter auch künstlerischen Ansprüchen gerecht werden sollte. 
Jean-Daniel Cadinot starb im April 2008 im Alter von 64 Jahren an den Folgen eines Herzinfarkts. Im Oktober 2023 veröffentlichte der Verlag Hors-Champ den Bildband Sous l'objectif de Cadinot mit mehr als 100 Schwarz-Weiß- und Farb-Fotografien, die Cadinot zwischen 1970 und 2005 aufgenommen hat. Das Buch ist um eine zweisprachige biografische Notiz in Französisch und Englisch angelegt und mit Dokumenten aus Cadinots Familienarchiv illustriert.

## Filmografie
| - Tendres adolescents (1980) - Stop (1980) - Hommes de chantier (1980) - Garçons de rêves (1981) - Les Hommes préfèrent les Hommes (1981) - Scouts (1981) - Aime … comme Minet (1982) - Garçons de plage (1982) - Sacré Collège (1983) - Âge tendre et Sexes droits (1983) - Charmants Cousins (1983) - Harem (1984) - Le Jeu de pistes (1984) - Les Minets Sauvages (1984) - Stop Surprise (1984) - Top Models (1985) - Classe de neige (1985) - Le Voyage à Venise (1986) - Sous le signe de l'étalon (1986) - Le Garçon près de la piscine (1986) - L'Amour jaloux (1986) - Escalier de service (1987) - Deuxième Sous-sol (1987) - Chaleurs (1987) - Séance particulière (1988) - Pension complète (1988) - La Main au feu (1989) - Le Désir en ballade (1989) - Crash toujours (1989) - Service actif (1990) - Le Coursier (1990) - Service actif II (1991) - La Maison bleue (1992) - Gamins de Paris (1992) - Tequila (1993) | - L'Expérience inédite (1993) - Corps d'élite (1993) - Paradisio Inferno (1994) - Musée Hom (1994) - Les Minets de l'info (1994) - Maurice et les Garçons (1994) - Garçons d'étage (1995) - Pressbook (1996) - Garçons d'étage II (1996) - Désirs volés (1996) - Coup de soleil (1996) - Techno Boys (1997) - L'Insatiable (1997) - Sortie de secours (1998) - Macadam (1998) - État d'urgence (1998) - Squat (1999) - Safari City (1999) - S.O.S. (1999) - Sans limite (2000) - Double en jeu (2000) - C'est la vie! (2000) - Mon ami, mes amants (2002) - Cours privés (2002) - Crescendo (2003) - Hammam (2004) - Secrets de famille (2004) - Bazaar Hotel (Nomades I) (2005) - Plaisirs d'Orient (Nomades II) (2005) - Portes du désir (Nomades III) (2006) - Princes pervers (Nomades IV) (2006) - Parfums érotiques (2007) - Trésors secrets (2007) - Duos de choc (2008) - Subversion (2008) - Le Culte d'Éros (2009) |  |